# عبد العزيز بن صالح التويجري
عبد العزيز بن صالح التويجري، معلم شريعة، وداعية مسلم، ولد في السعودية وفيها نشأ وهو أحد منتسبي المعهد العلمي في الدرعية، والمعهد أحد المعاهد الشرعية الإسلامية في المملكة العربية السعودية، وعمل الشيخ عبد العزيز بمنصب إمام مسجد في مساجد مدينة الرياض، ثم ترك وظيفة الإمامة وتفرغ للإرشاد والدعوة الإسلامية خارج السعودية، والتي تنظم عبر مؤسسات دينية خيرية، وعمل عبد العزيز التويجري في نشر الدعوة في المساجد والمعاهد الشرعية، ولقد قتل بإطلاق نار أثناء عمله الدعوي في قرى في غينيا بتاريخ 17 يناير عام 2018.

## تعلمه وشيوخه
أخذ إجازات العلم عن علماء نجد والحجاز، وكان سلفي المنهج، وبعد اكماله دراسته الأولية حصل على شهادة الماجستير في قسم السنة النبوية في كلية أصول الدين بجامعة الإمام محمد بن سعود الإسلامية.

## وظائفه
امتهن التدريس وانتقل في عدة وظائف كمعلم شريعة إسلامية.

## من مؤلفاتهِ
ألّف عدة مؤلفات أهمها:
1 - مختصر الفقه الإسلامي (مجلد واحد)، طبع عشر مرات، وترجم لعدة لغات.
2 - موسوعة الفقه الإسلامي (خمس مجلدات).
3 - موسوعة فقه القلوب (أربع مجلدات).
4 - أصول الدين الإسلامي (مجلد واحد).
5 - كتاب التوحيد (مجلد واحد).
6 - مختصر فقه القلوب (مجلد واحد).

## وفاته
قتله مسلحون مجهولون أثر إطلاق النار عليهِ يوم الأربعاء 30 ربيع الآخر 1439هـ/ 17 كانون الثاني 2018 في قرية كانتيبالاندوغو الواقعة بين كانكان كبرى مدن المنطقة ومدينة كرواني في غينيا، وكان الشيخ عبد العزيز قد ألقى محاضرة دينية تربوية لبعض السكان قبل يوم من اغتيالهِ، ولقد قُتل برصاصتين في الصدر حين كان على دراجة نارية مع أحد سكان القرية لنقلهِ إلى سيارتهِ، ولفظ أنفاسه في المكان وأصيب صاحب الدراجة بجروح ونقل إلى مستشفى كانكان الإقليمي في غينيا.